# Timothy O’Meara
Onorato Timothy O’Meara (Cidade do Cabo, 29 de janeiro de 1928 – 17 de junho de 2018) foi um matemático estadunidense, que trabalhou com teoria dos números e álgebra.
O’Meara estudou na Universidade da Cidade do Cabo e obteve um doutorado em 1953 na Universidade de Princeton, orientado por Emil Artin, com a tese Quadratic forms over local fields. Em 1957/1958 e em 1961 esteve no Instituto de Estudos Avançados de Princeton. Lecionou em Princeton, na Universidade de Otago e a partir de 1962 na Universidade de Notre Dame.
A biblioteca de matemática da Universidade de Notre Dame é denominada em sua memória.
Em 1978 foi Carl Friedrich Gauß-Professor em Göttingen. Em 1991 foi eleito membro da Academia de Artes e Ciências dos Estados Unidos.
Dentre seus doutorandos consta Alexander J. Hahn.

## Obras
- Introduction to quadratic forms, Springer Verlag, Grundlehren der mathematischen Wissenschaften 117, 1963, 3.ª Ed. 1973, reimpressão na série Classics of Mathematics
- Lectures on linear groups, American Mathematical Society 1974
- Symplectic groups, American Mathematical Society 1978
- com Alexander J. Hahn The classical groups and K-Theory, Grundlehren der Mathematischen Wissenschaften 291, Springer Verlag 1989
- The integral representation of quadratic forms over local fields, American J. Math., Volume 80, 1958, p. 843–878